# Snow drop (노래)
〈snow drop〉은 일본의 밴드 L'Arc~en~Ciel의 13번째 싱글 앨범으로, 1998년 10월 7일 발매되었다. (8cm CD: KSD2-1205) 곡의 작사는 hyde, 작곡은 tetsu, 편곡은 L'Arc~en~Ciel과 오카노 하지메 (岡野ハジメ)가 맡았다. 이 곡은 후지 TV의 드라마 《달려라 공무원!》의 주제가이기도 하다. B 사이드 곡은 〈a swell in the sun〉이며 hyde가 작사했고, 작곡과 편곡을 yukihiro가 맡았다.
곡의 가사에는 "새하얀 눈의 꽃" (白い雪の花)이라는 구절이 삽입되어 있는데, 여기에 대응하는 식물은 수선화과의 갈란투스이며 "스노우드롭"이라고도 불린다.
이 작품은 L'Arc~en~Ciel 통산 네 번째로 오리콘 싱글 차트 1위를 기록한 작품이 되며, 또한 〈HONEY〉, 〈화장〉에 이은 세 번째 밀리언 셀러가 된다. 판매량 기준으론 〈HONEY〉에 이어 두 번째로 많이 판매된 싱글이다. 한편 2006년 8월 30일부터 디지털 다운로드를 제공하고 있으며, 2014년 1월 전송 횟수가 10만 건을 돌파해 일본레코드협회로부터 골드 (싱글 트랙 부문)를 인정받았다.
2012년 발매된 L'Arc~en~Ciel의 헌정 음반에 이 곡 역시 수록되어 있으며, 곡을 부른 아티스트는 보이즈 투 멘이었다.

## 수록곡
| #            | 제목                                 | 작사         | 작곡         | 편곡                          | 재생 시간 |
| ------------ | ------------------------------------ | ------------ | ------------ | ----------------------------- | --------- |
| 1.           | 〈〈snow drop〉〉                    | hyde         | tetsu        | L'Arc~en~Ciel / 오카노 하지메 | 4:35      |
| 2.           | 〈〈a swell in the sun〉〉           | hyde         | yukihiro     | yukihiro                      | 4:45      |
| 3.           | 〈〈snow drop〉〉 (hydeless version) |              |              |                               | 4:32      |
| 총 재생 시간 | 총 재생 시간                         | 총 재생 시간 | 총 재생 시간 | 총 재생 시간                  | 13:52     |

## 발매 일정
| 버전                   | 일정            | 레이블         | 포맷                |
| ---------------------- | --------------- | -------------- | ------------------- |
| 〈snow drop〉          | 1998년 10월 7일 | Ki/oon Records | 8cm CD (KSD2-1205)  |
| 〈snow drop〉 (재발매) | 2006년 8월 30일 | Ki/oon Records | 12cm CD (KSCL-1034) |